# Cyrtochilum
Cyrtochilum é um género botânico pertencente à família das orquídeas (Orchidaceae).